# Alcide Théophile Robaudi
Alcide Théophile Robaudi, né le 1er novembre 1847 à Nice (alors province de Nice du royaume de Sardaigne) et mort le 13 mars 1928 à Paris 17e, est un peintre et un illustrateur français. 

## Biographie
Élève du sculpteur Gustave Bonardel et de Félix Malard à l’école de dessin de Nice, Alcide Théophile Robaudi poursuit sa formation à l’École des beaux-arts de Paris dans l'atelier de Jean-Léon Gérôme en 1865. 
Peintre de genre, il est aussi influencé par le courant orientaliste. Il débute au Salon de 1874 où il présente une scène de genre. Portraitiste, paysagiste, il reçoit une mention honorable en 1884.
Par la suite  il sera surtout reconnu  comme l’illustrateur des éditions de luxe (Léon Conquet & L. Carteret, Hachette, Calmann-Lévy, Alphonse Lemerre, André Ferroud) d’ouvrages d’écrivains célèbres. François le Champi de George Sand, Les Fêtes galantes de Paul Verlaine, des œuvres d’Alexandre Dumas, d'Honoré de Balzac : la Femme de trente ans, Un prince de la bohème, les Comédiens sans le savoir, les Petits Bourgeois, Gaudissart II.
Ses illustrations des Mille et une Nuits sont un modèle d'orientalisme.
En 1897, Robaudi produit une série d’aquarelles pour illustrer le Lorenzaccio d’Alfred de Musset. En 1921, il signe une couverture de programme polychrome sur le thème du Carnaval de Nice pour le Casino municipal de Nice. Il est l'auteur d'affiches pour le P.L.M. ou pour l'emprunt national de 1916. Il réalise des séries de dessins sur le thème d'idylles champêtres et des portraits de jeunes filles normandes dans des vergers.

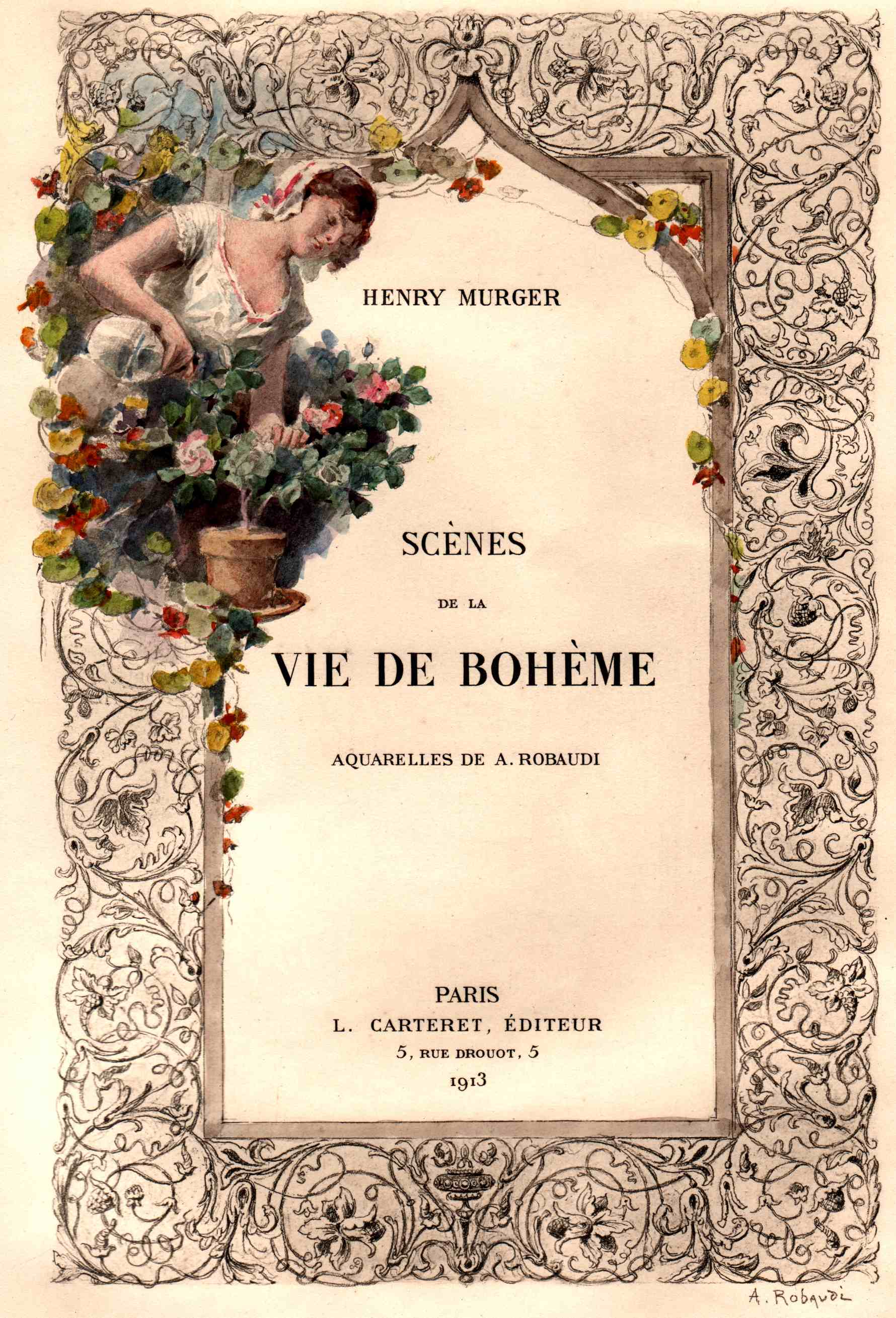
Illustration pour Scènes de la vie de Bohème d’Henry Murger.
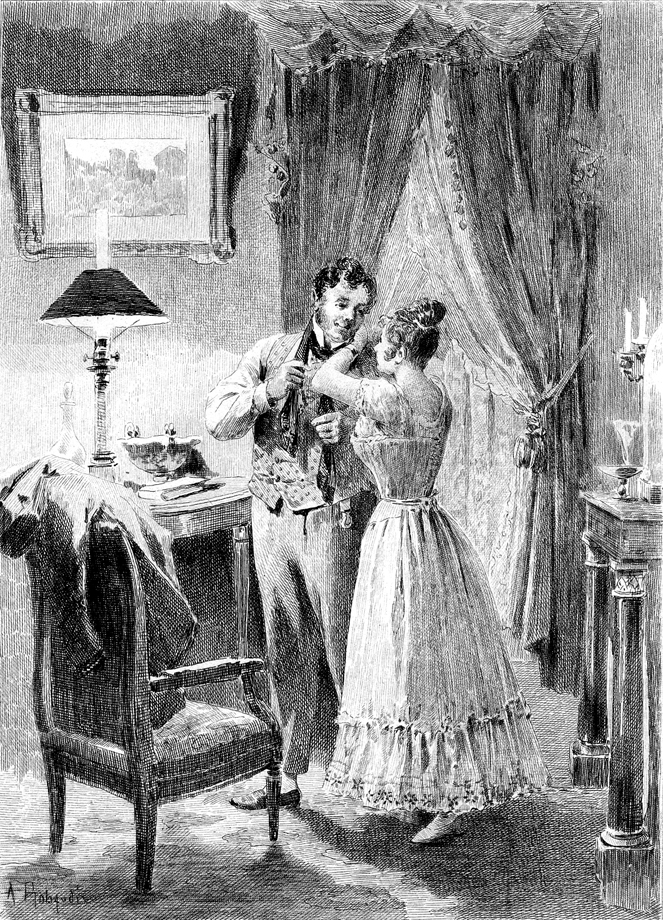
Illustration pour Les Petits Bourgeois d'Honoré de Balzac.
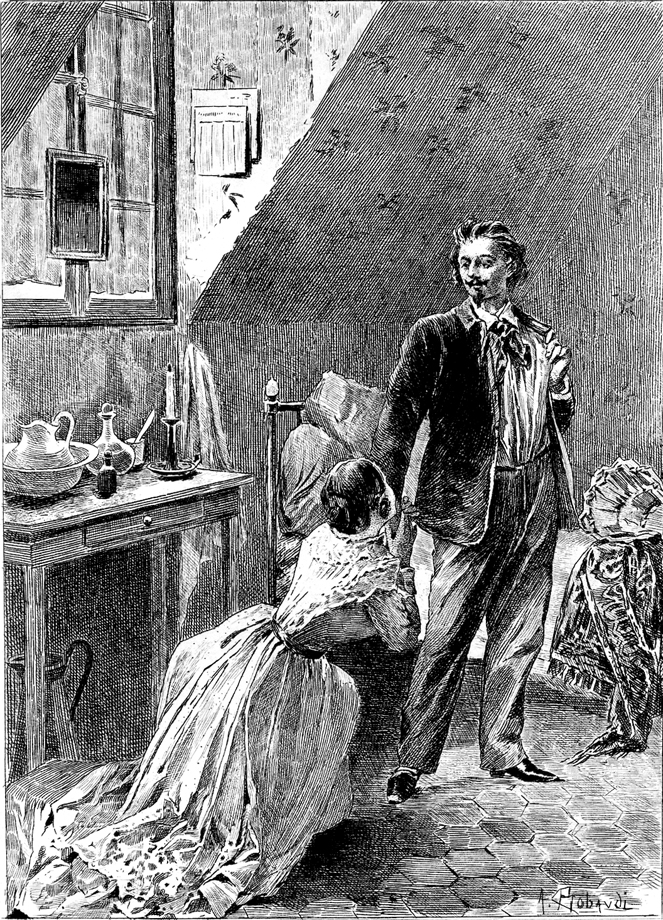
Illustration pour Un prince de la bohème d'Honoré de Balzac.

## Ouvrages illustrés
- Alexandre Dumas, Herminie, Conquet, 1888
- Hégésippe Moreau, Myosotis, Librairie Conquet, 1893
- Louise-Marguerite Chéron de La Bruyère, Autour d'un bateau, 1893
- François Deschamps, Mon ami Jean, Librairie Hachette 1894
- François Coppée. Le Coupable. Calmann-Lévy.
- Henri Lavedan, Leurs Sœurs, Librairie Émile Testard, 1896
- Pierre Loti, Le Mariage de Loti, Calmann Lévy, 1898
- B.-A. Jeanroy, Beaux-Frères, Hachette et Cie, 1899
- François Deschamps, Les grandeurs de Sophie, Librairie Hachette, 1899
- Léon Thévenin, Le Jardin des roses, Ed. Revue L'Oeuvre et l'Image, 1902
- Gustave Flaubert, À bord de la Cange, mises en eaux-fortes par Carlo Chessa, Paris, Ferroud, 1904
- Henry Murger, Scènes de la vie de bohème, Carteret, 1905
- George Sand, La Petite Fadette, Ferroud, 1912
- Alphonse Daudet, Lettres de mon moulin (aquarelles de A. Robaudi, plumes et coloris de Fred Money), Librairie des Amateurs A. Ferroud - F. Ferroud Successeur, Paris, 1920
- Stendhal, Le Rouge et le Noir, Ferroud, 1921
- Guy de Maupassant, Toine suivi de Histoire d'une fille de ferme, Ferroud, 1923